# Libuša Vajdová
Libuša Vajdová (n. 1947) este o filologă și traducătoare slovacă, specializată în limba română.

## Premii și alte distincții
- Ordinul „Meritul Cultural” în grad de Comandor, categoria A „Literatură” (2004) „în semn de apreciere pentru contribuția avută la promovarea culturii și limbii române în Slovacia prin elaborarea a numeroase studii de specialitate și efectuarea unor valoroase traduceri din scriitori români clasici sau contemporani”[2]

## Scrieri

### Cărți
- Les approches et les méthodes interdisciplinaires de recherche en sciences sociales: actes de l'école d'été de l'EHESS („Abordări și metode de cercetare interdisciplinară în științele sociale: lucrările școlii de vară EHESS”), Institut français de Bratislava, Bratislava, 1994, 201 p. – în colaborare cu Marián Gazdík
- Rumunská literatúra v slovenskej kultúre (1890–1990), colecția Stručné dejiny umeleckého prekladu na Slovensku (vol. 5), Ústav svetovej literatúry SAV, 2000, 407 p.
- Myslenie o preklade, Kalligram, Bratislava, 2007, 181 p.
- Sedem životov prekladu („Șapte vieți de traducere”), Veda, Bratislava, 2009, 255 p.
- Myslenie o preklade na Slovensku, Kalligram, Bratislava, 2014, 166 p.
- Dejiny rumunskej literatúry: literárne dianie v kultúrnom priestore („Istoria literaturii române: evenimente literare în spațiul cultural”), AnaPress, Bratislava, 2017, 492 p. – în colaborare cu Jana Páleníková și Eva Kenderessy

### Studii și articole
- „Literárna pozostalosť Jindry Huškovej-Flajšhansovej a jej význam pre slovenskú rumunistiku”, în Literárny archív, nr. 34/97, 1999, pp. 112–143.
- „Svätojánske noci Eliadeho a Švantnera” („Noaptea de Sânziene de Eliade și Švantner”), în Libuše Valentová (ed.), Mircea Eliade v evropském kontextu : přednášky proslovené na Druhém mezinárodním kolokviu české rumunistiky v Praze 28.–29. listopadu 2006 („Mircea Eliade în context european : comunicările prezentate la Cel de al II-lea Colocviu Internațional de Studii Românești din Cehia : Praga, 28–29 noiembrie 2006”), Rumunské oddělení ÚRS FFUK și Česko-rumunská společnost, Praga, 2008, pp. 56–64.
- „«Micul Paris» și cultura slovacă / «Malá Paříž» a slovenská kultúra”, în Libuše Valentová (ed.), Ipostaze ale identității românești : al III-lea colocviu internațional de studii românești din Cehia, Praga 30–31 octombrie 2008. Podoby rumunské identity : III. mezinárodní kolokvium české rumunistiky, Praha 30.–31. října 2008, Rumunské oddělení ÚRS FFUK și Česko-rumunská společnost, Praga, Praga, 2009, pp. 183–191.
- „Privirea lui Virgil Ierunca”, în România literară, nr. 43, 2010.

### Ediții îngrijite
- Jindra Huškova–Flajšhansová și corespondenții săi români, Editura Minerva, București, 1991

### Traduceri
- Stratení v Balkánií: antológia rumunskej poviedky, Slovenský spisovateľ, Bratislava, 1989 – în colaborare cu Hilda Bunčáková, Jana Páleníková, Ľubica Vychovalá, Elena Žitná  și Eva Krátka
- Mihai Eminescu, Krídla z vosku (Poezii), Milanium, Dunajská Lužná, 2008, 112 p. – în colaborare cu Viera Prokešová[3]
- Fănuș Neagu, Anjel vykríkol (Îngerul a strigat), Tatran, Bratislava, 1974, 427 p.[4][5]
- Marin Preda, Vortrelec (Intrusul), Tatran, Bratislava, 1978, 432 p.[6]
- Mihail Sadoveanu, Hanu-Ancuței, inclusă în vol. Vlčí ostrov (Ostrovul lupilor), care conținea operele Hanu-Ancuței (trad. Libuša Vajdová), Zodia Cancerului sau vremea Ducăi-Vodă (trad. Jindra Hušková) și Ostrovul lupilor (trad. Peter Kopecký), Slovenský spisovateľ, Bratislava, 1983, 553 p., postfață și cronologie de Libuša Vajdová,[7] apoi în vol. Vlči Ostrov. Hanul Ancuței. Zodia Cancerului, Slovenský spisovateľ, Bratislava, 1985[8]
- Marin Sorescu, Matka voda (Setea muntelui de sare), LITA, Bratislava, 1980, 52 p.[9]